# Chofah
Chofah (thailändisch ช่อฟ้า, wörtlich Himmelsbüschel) sind die charakteristischen architektonischen Verzierungen, die auf Dächern von buddhistischen Gebäuden in thailändischen Wat angebracht sind. Sie sind aus Hartholz geschnitzt und ähneln schlanken, graziös geschwungenen Fingern, welche in den Himmel zeigen. Jeder Chofah wird in einer speziellen Zeremonie oben am Dachfirst angebracht. Bei königlich gesponserten Wat sind bei dieser Zeremonie sogar Mitglieder der königlichen Familie zugegen.
Der Chofah ist meist ein hoch stilisiertes Bildnis des Garuda. Es hat oft eine schnabelartige Ausbuchtung, die dann Chofah Phak Krut (Thai: ช่อฟ้าปากครุฑ), Garuda-Schnabel-Chofah genannt wird. Im Lanna-Gebiet (historisches Königreich in Nord-Thailand um Chiang Mai) werden auch andere Fabeltiere als Chofah benutzt.
Mitunter sind kleine Glöckchen angebracht, die im Wind spielen.

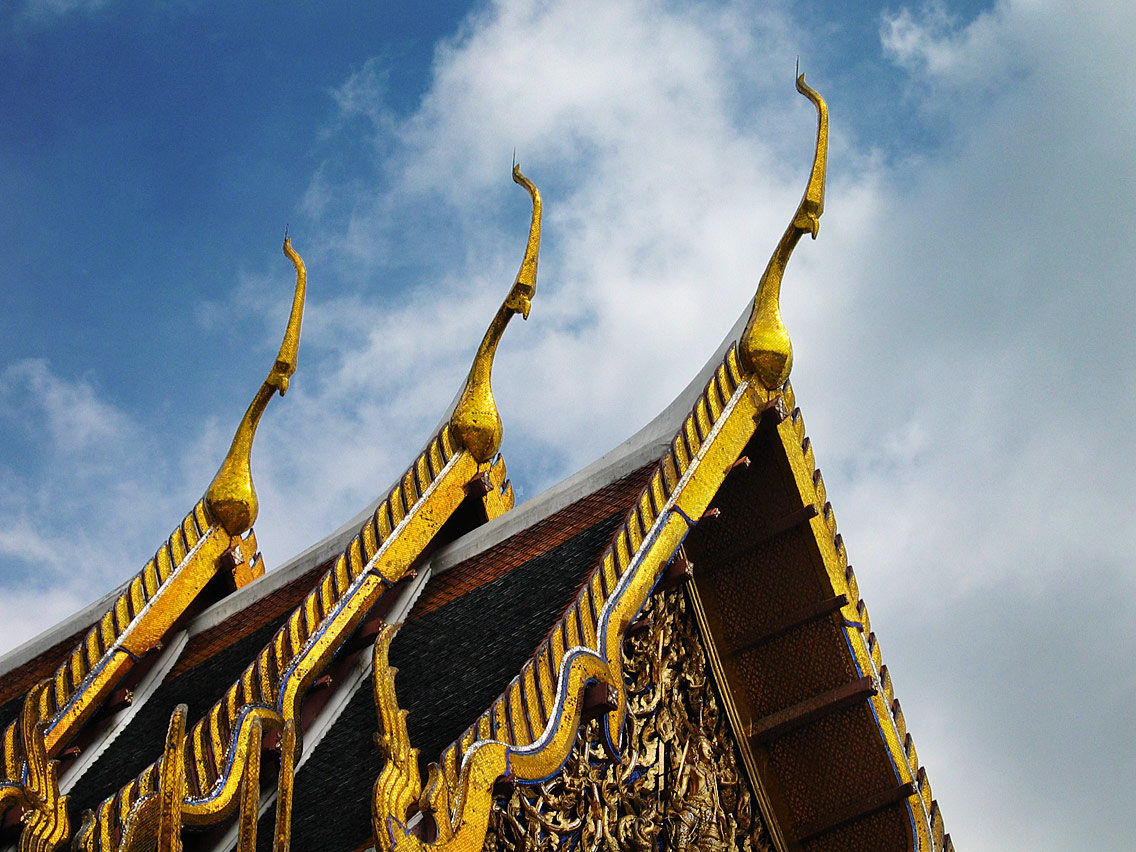
Chofah des Ubosot, Wat Phra Kaeo, Bangkok
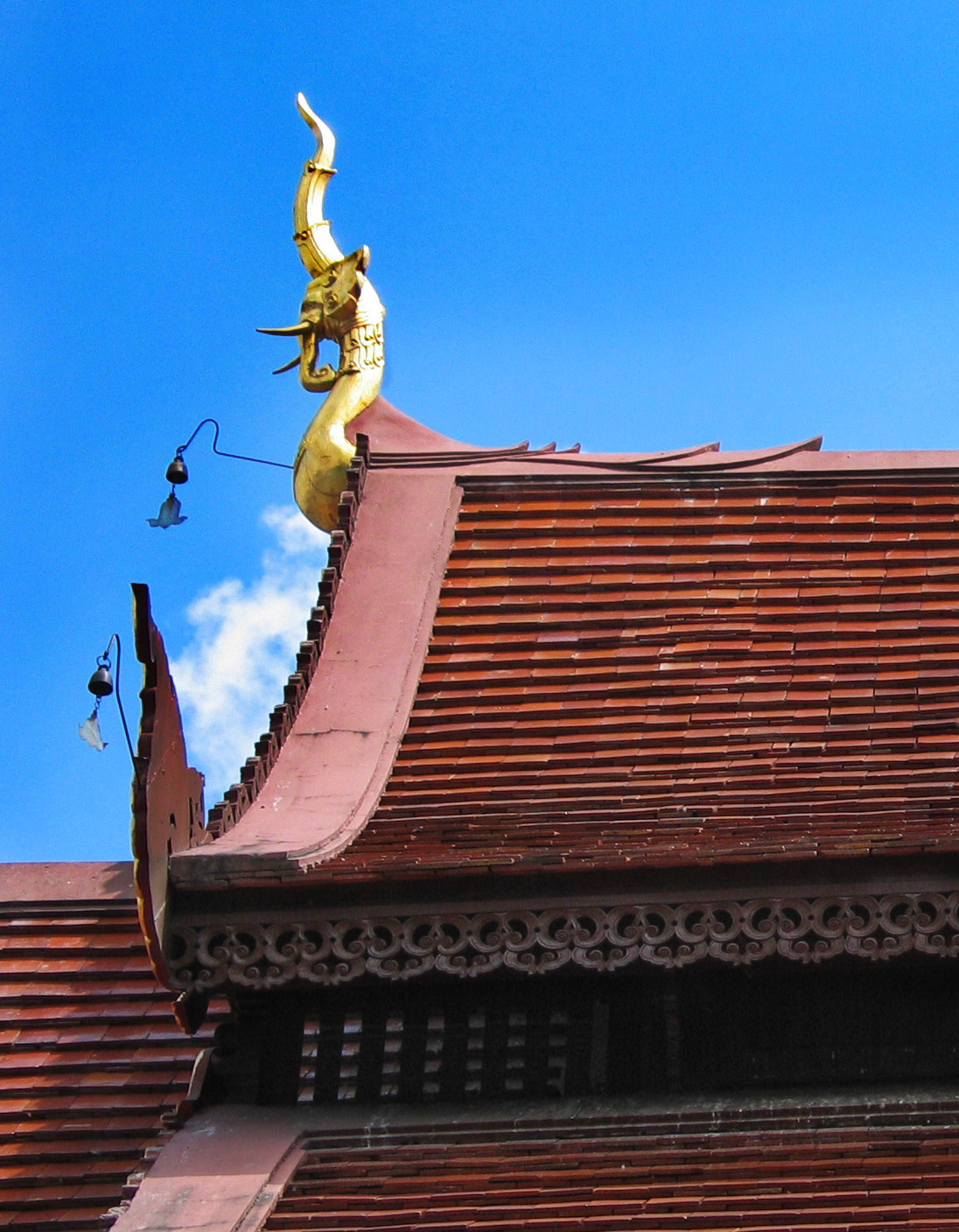
Chofah des Viharn, Wat Ched Yot, Chiang Mai
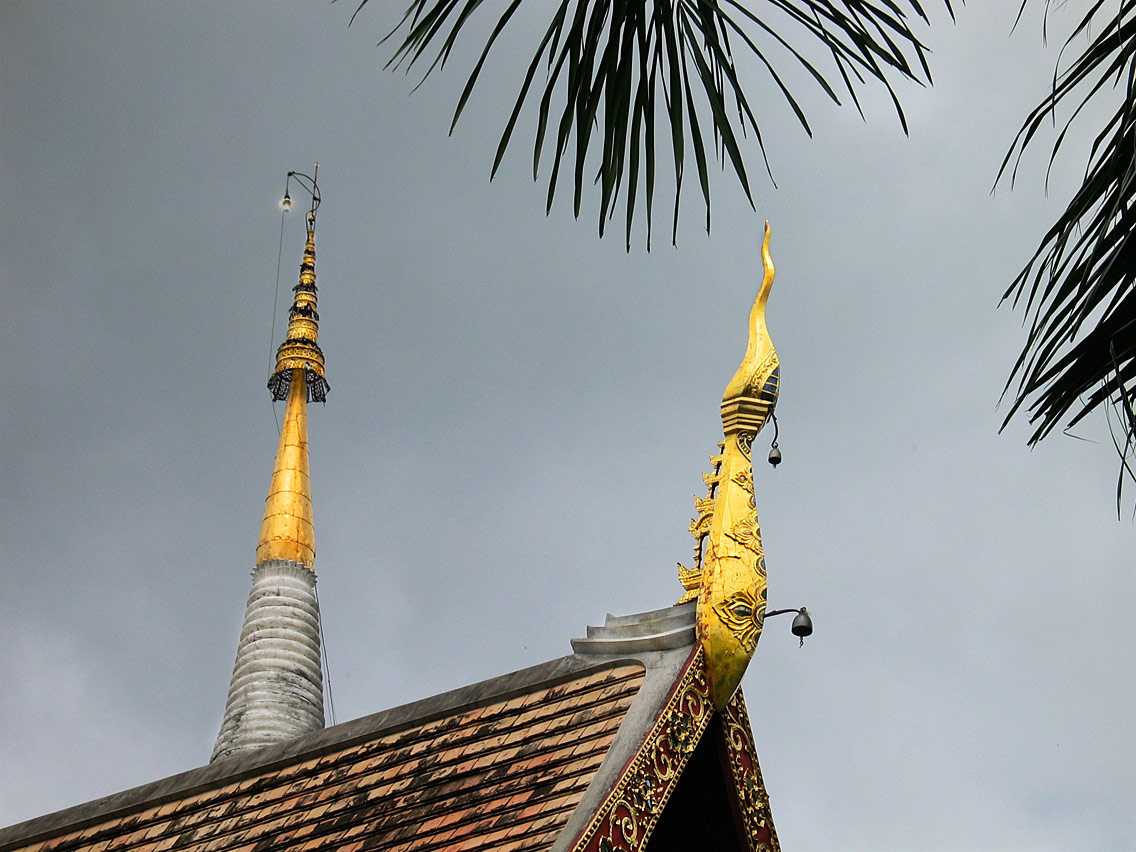
Chofah des Ubosot, Wat Phra Singh, Chiang Mai
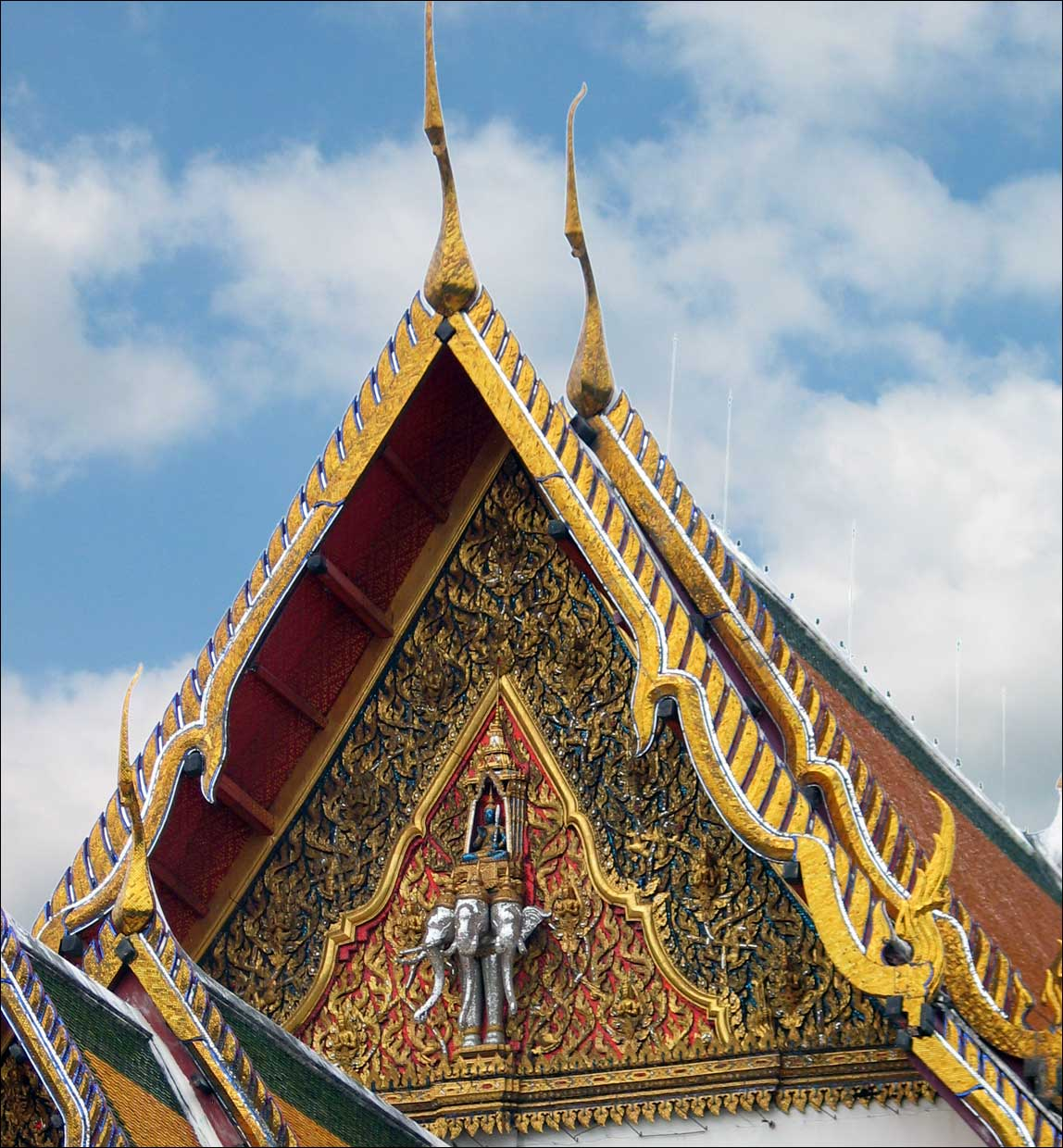
Chofa des Viharn Luang, Wat Suthat, Bangkok